# Флаг Тербунского района
Флаг Тербу́нского муниципального района Липецкой области Российской Федерации.

## Описание
Флаг муниципального района представляет собой прямоугольное красное полотнище с отношением ширины к длине 2:3, несущее изображение жёлтых колосьев, образующих дугу у нижнего края; часть полотнища ниже колосьев — зелёная; на колосьях стоит жёлтый Гамаюн, изображённый со смещением к свободному краю.

## Обоснование символики
Флаг разработан на основе герба Тербунского района, где языком геральдических символов отражены история становления Тербунского района и его особенности. Сказочная птица Гамаюн, сидящая на колосьях, подчёркивает историческую преемственность символики Тербунов от Смоленской земли, поскольку считается, что первыми поселенцами в этих местах были выходцы из Смоленской губернии.
С самого основания поселения главным занятием населения были сельскохозяйственные работы. Первые поселенцы занимались возделыванием льна, и в настоящее время основной отраслью экономики Тербунского района является сельское хозяйство. Особенное место в хозяйственной жизни района занимает выращивание ячменя и переработка его на крупнейшем в нашей стране заводе по производству солода, что символизируют ячменные колосья.
Жёлтый цвет (золото) символизирует богатство, урожай, стабильность.
Зелёный цвет символизирует природу, надежду, здоровье.
Красный цвет символизирует храбрость и мужество — в годы Великой Отечественной войны по Тербунскому району, одному из немногих в Липецкой области, проходила линия обороны, а Тербунская земля является родиной девяти Героев Советского Союза.